# Felix Neumann (Diplomat)
Felix Neumann (* 2. Mai 1962 in Geislingen an der Steige) ist ein deutscher Diplomat. Er ist seit August 2023 deutscher Botschafter in Sri Lanka.

## Werdegang
Neumann studierte von 1982 bis 1987 Rechtswissenschaft in Tübingen und Freiburg im Üechtland. 1987 legte er in Tübingen das erste juristische Staatsexamen ab. Nach dem Rechtsreferendariat legte er 1990 in Stuttgart das zweite juristische Staatsexamen ab. 1991 wurde er in Tübingen zum Doktor der Rechte promoviert.
Im Jahr 1991 trat Neumann als Attaché in den Dienst des Auswärtigen Amts in Bonn ein. Von 1992 bis 1993 war er dort als Referent für Brasilien tätig. Anschließend, von 1993 bis 1996, war Neumann als Referent bei der Ständigen Vertretung der Bundesrepublik Deutschland beim Europarat in Straßburg eingesetzt. Von 1996 bis 1999 leitete er den Bereich Recht/Konsularangelegenheiten und Kultur an der Botschaft in Damaskus. Von 1999 bis 2002 war er Referent im Bereich Abrüstung chemischer Waffen im Auswärtigen Amt. Von 2002 bis 2005 war er Ständiger Vertreter im Generalkonsulat in Rio de Janeiro. Bis 2009 war er stellvertretender Leiter des Arbeitsstabs Frankreich im Auswärtigen Amt. Die folgenden drei Jahre bis 2012 leitete Neumann die Rechtsabteilung an der Botschaft in Den Haag. Als Nächstes bekleidete er bis 2014 das Amt des stellvertretenden Leiters des Referats Internationales Strafrecht im Auswärtigen Amt. Für den Zeitraum 2015/2016 erhielt er die Berufung als Studienleiter Außenpolitik an die Bundesakademie für Sicherheitspolitik. Bis 2018 übernahm er die Leitung des Bereichs Recht/Konsularangelegenheiten an der Botschaft in Athen. Von 2018 bis 2023 war er Referatsleiter Visumrecht Einzelfälle im Auswärtigen Amt.
Im August 2023 wurde Neumann als Nachfolger von Holger Seubert Botschafter in Sri Lanka und Leiter der Botschaft in Colombo.
Neumann ist verheiratet und hat zwei Kinder.